# Неспарений електрон
Неспа́рений електро́н — електрон у складі атома або молекули, який не входить до складу електронної пари, тобто електрон, що займає атомну або молекулярну орбіталь, на якій немає іншого електрона з протилежним спіном.
Група атомів із неспареним електроном називається вільним радикалом. Вільні радикали з неспареними електронами на s- та p-орбіталях здебільшого мають малий час життя, легко вступають в хімічні реакції, димеризуються. Проте, є винятки, наприклад, молекула кисню має два неспарені електрони.
Присутність неспарених електронів надає речовині парамагнітних властивостей.